# Нікко-Мару (5949)
Нікко-Мару (Nikko Maru) — судно, яке під час Другої світової війни взяло участь у операціях японських збройних сил в архіпелазі Бісмарка та на Каролінських островах.
Нікко-Мару спорудили в 1942 році на верфі Nippon Kokan     у Цурумі на замовлення компанії Nissan Kisen.
У якийсь момент судно реквізували для потреб Імперського флоту Японії.
27 серпня — 6 вересня 1943-го «Нікко-Мару» у складі конвою № 3827 пройшло з Токійської затоки на атол Трук у центральній частині Каролінських островів (тут ще до війни створили потужну базу японського ВМФ, з якої до лютого 1944-го провадились операції в низці архіпелагів).
У другій половині жовтня 1943-го Нікко-Мару перебувало в Рабаулі (головна передова база в архіпелазі Бісмарка, з якої здійснювались операції на Соломонових островах та сході Нової Гвінеї). 30 жовтня — 4 листопада судно у складі конвою № 2302 пройшло з Рабаула на Трук.
14 листопада 1943-го Нікко-Мару вирушило з Труку до Йокосуки в конвої № 4114. У перші години 19 листопада підводний човен USS Harder торпедував і важко пошкодив інший транспорт «Удо-Мару». У якийсь момент Нікко-Мару дістав наказ повернутись та допомогти есмінцю «Юдзукі» у проведенні «Удо-Мару» на буксирі. Під вечір 19 листопада Нікко-Мару спробував перебрати буксирування «Удо-Мару», проте це не вдалось і вирішено полишити пошкоджене судно (яке згодом затонуло). До завершення доби американський підводний човен USS Harder здійснив дві атаки по Нікко-Мару, випустивши 4 та 3 торпеди відповідно. Дві з торпед останнього залпу поцілили Нікко-Мару, проте на судні певний час удавалося відкачувати воду, що надходила в корпус. При цьому з USS Harder дали ще один залп, цього разу з 5 торпед, проте жодна з них не влучила в ціль. Тоді командир підводного човна спробував наблизитись та добити транспорт артилерією (він вже не мав на борту торпед), але з Нікко-Мару відкрили вогонь та примусили субмарину полишити район бою. Втім, у підсумку Нікко-Мару затонув за сім сотень кілометрів на південний схід від островів Огасавара, загинуло 95 членів екіпажу.